# Los doce trabajos de Hércules (historieta)
Para la tradición clásica de los trabajos, véase Los doce trabajos de Heracles
Los doce trabajos de Hércules fue una serie de historietas creada por Miguel Calatayud en 1972 para la revista Trinca.

## Trayectoria
Los doce trabajos de Hércules fue la segunda obra mayor de Miguel Catalayud para Trinca, tras Peter Petrake, suponiendo la aplicación de un estilo pop todavía más maduro para narrar la clásica historia de la mitología griega. Marcaría, con su influencia, el emergente movimiento de fanzines que entonces tenía lugar en Valencia.
En 2010 la obra fue reeditada por Edicions de Ponent.